# 阿卜杜勒·哈西姆汗
阿卜杜勒·哈西姆汗（1990年7月15日—），巴基斯坦男子曲棍球運動員，亦為巴基斯坦国家男子曲棍球队成員。

## 生平
2010年11月，阿卜杜勒·哈西姆汗代表巴基斯坦出戰廣州亞運會，參加曲棍球比賽，奪得金牌。